# Déshabillez-moi
Déshabillez-moi è una canzone composta da Gaby Verlor e Robert Nyel, ed incisa da Juliette Gréco per l'album La Femme del 1967.
La canzone è stata oggetto di cover da parte di altri artisti. 
Mylène Farmer l'ha incisa per il suo secondo album Ainsi soit je... del 1988; nel 2007 ha pubblicato come singolo una versione live .
Amanda Lear l'ha inclusa nell'album With Love del 2007.

## Versione di Mylène Farmer
Déshabillez-moi... (Live) è il secondo singolo dell'album Avant que l'ombre... À Bercy, della cantautrice francese Mylène Farmer pubblicato il 5 marzo 2007.
Il singolo ha venduto circa 30 000 copie e raggiunto la 10ª posizione della classifica francese dei singoli.